# Jaroslava Skleničková
Jaroslava Skleničková (27. března 1926 Lidice – 27. září 2024 Lidice) byla pamětnice vyhlazení Lidic a česká spisovatelka.

## Život
Jaroslava Skleničková se narodila v Lidicích Jaroslavu a Anně Suchánkovým. Ve věku 16 let byla spolu s matkou a starší sestrou deportována do koncentračního tábora Ravensbrück.
Ze 143 lidických žen, které se dočkaly konce války, byla po úmrtí své starší sestry Miloslavy Kalibové v prosinci 2019 nejstarší žijící.

## Dílo
- SKLENIČKOVÁ, Jaroslava. Als Junge wäre ich erschossen worden ... die Geschichte der jüngsten Lidicer Frau. Praha: Prostor, 2008. 199 s. ISBN 978-80-7260-178-3. (německy)
- SKLENIČKOVÁ, Jaroslava. Vzpomínky mě stále tíží. Lidice: Ivan Ulrych - Nakladatelství Vega-L, 2016. 100 s. ISBN 978-80-88072-07-2.
- SKLENIČKOVÁ, Jaroslava. Jako chlapce by mě zastřelili. Praha: Prostor, 2006